# Hormone de croissance artificielle
 (février 2018).
Si vous disposez d'ouvrages ou d'articles de référence ou si vous connaissez des sites web de qualité traitant du thème abordé ici, merci de compléter l'article en donnant les références utiles à sa vérifiabilité et en les liant à la section « Notes et références ».
Les hormones de croissances artificielles sont utilisées en agriculture pour accroitre la vitesse de croissance des animaux ou la production de lait des vaches.
Comme stimulateur de croissance pour le bétail, autrement dit par leurs détracteurs comme anabolisant, on trouve  les hormones suivantes : estradiol, progesterone, testosterone, zeranol, acétate de melengestrol et acétate de trenbolone. Pour la production de lait : la Somatotropine bovine.
L'usage de ces hormones est interdit par l'Union européenne.